# 交野市立教育文化会館
交野市立教育文化会館（かたのしりつきょういくぶんかかいかん）とは、交野市立教育文化会館設置条例に基づき設置されている、大阪府交野市の文化施設である。またその建物は北河内地域で数少ない近代建築であり、登録有形文化財に登録されている。
館内に開設されている歴史民俗資料展示室には、交野市内で発掘された考古資料や近世から近代に掛けて使われていた民具が展示され、隣接地には交野市立図書館が設置されている。
交野市立教育文化会館の建物は、1929年（昭和4年）に交野無尽金融（現関西みらい銀行の前身の一つ）の本社社屋として建築された。
西洋の中世城郭風の外観を持ち、北東角には三層の塔を持っている。屋上はパラペットの装飾が施されており、外壁はスクラッチタイル貼りである。
2007年12月5日、登録有形文化財として登録された。

## 歴史

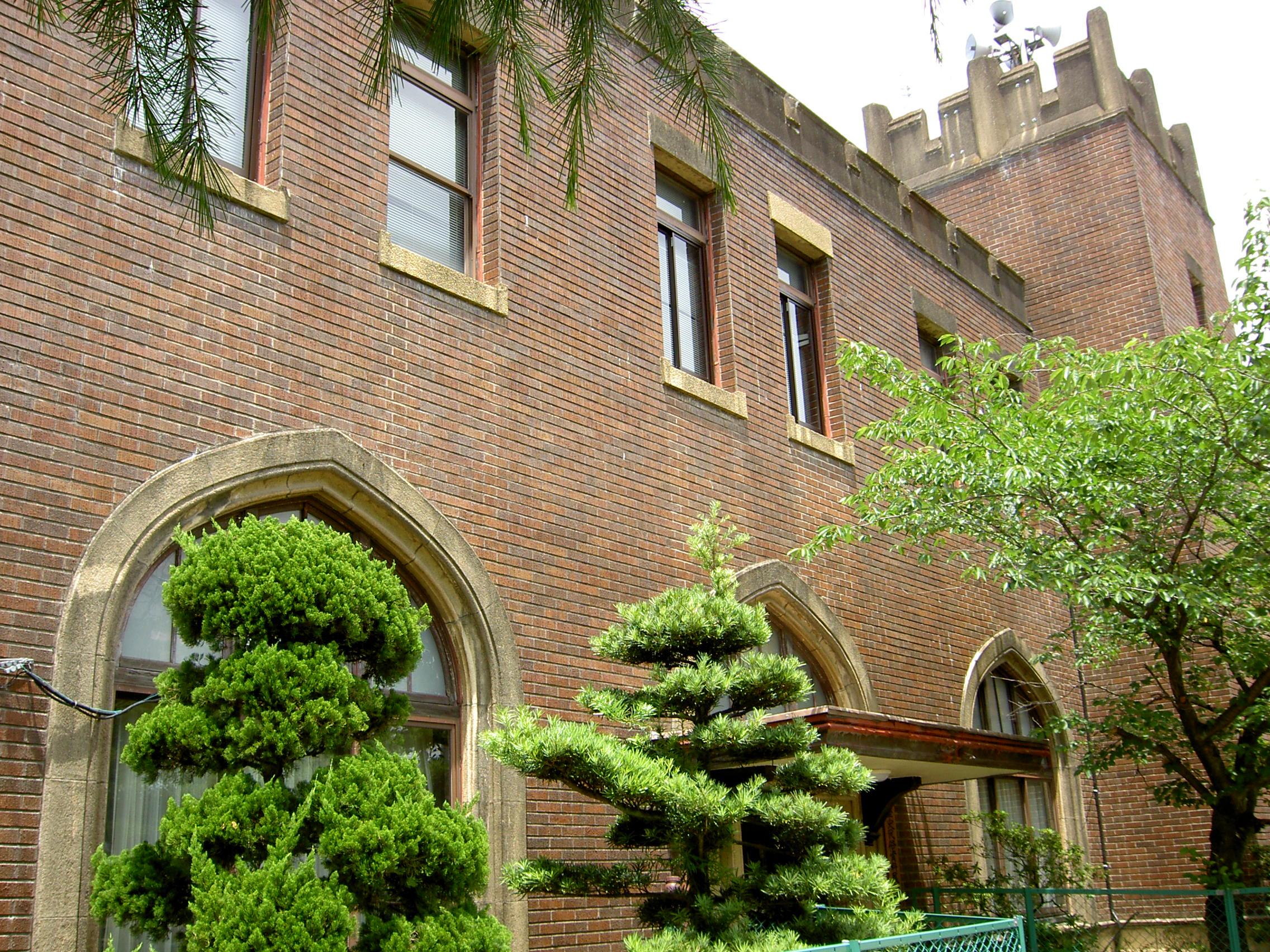
玄関

- 1929年 - 交野無尽金融株式会社の本社社屋として建築される
- 1942年 - 近畿無尽金融への合併に際して交野町へ寄贈され交野町庁舎となる
- 1970年 - 交野町庁舎の移転により交野市立教育文化会館となる
- 2004年 - 交野市歴史民俗資料展示室を開設する
- 2007年 - 登録有形文化財に登録される